# La Chute (Goya)
La Chute (en espagnol : La Caída) est une peinture réalisée par Francisco de Goya pour la promenade des ducs d'Osuna en 1786-1787. Elle est conservée dans une collection privée à Madrid.
Il s'agit d'une toile sur les thèmes campagnards. Avec L'Attaque de la diligence, les tons sont rehaussés et les éléments naturels sont agrandis par rapport aux personnages comparativement petits. Elle fut commandée par la duchesse d'Osuna, pour décorer sa chambre.

## Analyse
Comme le reste de la série, la toile prend pour motif une scène populaire. Le reste de la série comprend : Le Mât de cocagne, La Balançoire, L'Attaque de la diligence, Procession de village, La Conduite d'une charrue et Apartado de toros.